# 계유명전씨아미타불비상
계유명전씨아미타불비상(癸酉銘全氏阿彌陀佛碑像)은 세종특별자치시 전의면 다방리 비암사에서 출토된 비석 모양으로 조성한 불상이다. 1962년 12월 30일 대한민국의 국보 제106호 계유명전씨아미타불삼존석상(癸酉銘全氏阿彌陀佛三尊石像)으로 지정되었다가, 2010년 6월 28일 현재의 명칭으로 변경되었다.
현재는 국립 청주박물관에 있다. 본래 연기군 전의면 산 속의 비암사에는 3위의 비상이 전해왔는데, 1960년 9월에 발견, 조사하여 모두 국보로 지정하고 서울 국립중앙박물관으로 이관 보존하였는데, 이 석상도 그 중의 하나이다.

## 특징
비석 모양으로 조성한 불상인 비상이 3위나 있었으므로 비암사라는 사명이 붙게 된 것으로 추정된다. 
이 삼존석상은 옥개와 대좌를 잃고 신부만이 남아 있다. 전면에는 대형의 주형광배를 지닌 군상이 조각되었으며, 중앙에는 본존인 아미타여래좌상이 연화좌 위에 결가부좌하였고 의단은 밑으로 내려 대좌의 반을 덮고 의습은 좌우대칭으로 표현했으며, 통견한 법의를 비롯해 습벽 사이에 연주가 장식되어 있다. 
본존상의 좌우에는 각각 1위의 보살입상과 인왕입상이 모두 유경연화좌 위에 적립하였으며, 본존과 보살 사이에 각 1위의 나한상반신이 표현되었다. 모두 칠존상이 조각되었는데, 이들 칠존상은 모두 다시 하부에는 대판중엽의 연화좌에 이중으로 실려 있으며, 연화좌와 각 상 사이에는 상대하는 장신의 사자 2두가 새겨졌다. 
광배에는 화부와 비천상이 조각되어 있어 화사한 분위기를 낸다. 양 측면에는 좌우 양쪽 끝에 원주형을 표현하고 연화좌에는 모두 같은 양식의 천부주악상을 꿇어 앉혔다. 뒷면은 4단으로 등분하되 삼조의 행선대로 나누었다. 그리고 각 단마다 5위의 좌상을 병열하여 합계 20위를 배치하였다. 각 상의 모두 같은 형태로서 연화와 보주형 두광을 갖고 있으며 양손으로 수중공수하였고 흉부마다 전면의 본존상과 같이 만자를 새겨놓았다. 
조각에 있어서 양측면의 주악상은 연대가 가장 오래된 석상으로 추정되며, 명문의 계유년은 신라 문무왕대(661년 ~ 680년)로 추정된다. 따라서 이 비상은 백제가 멸망한 후 그 유민의 유력자인 전씨가 발원하여 이룩한 것으로 짐작된다. 

## 사진

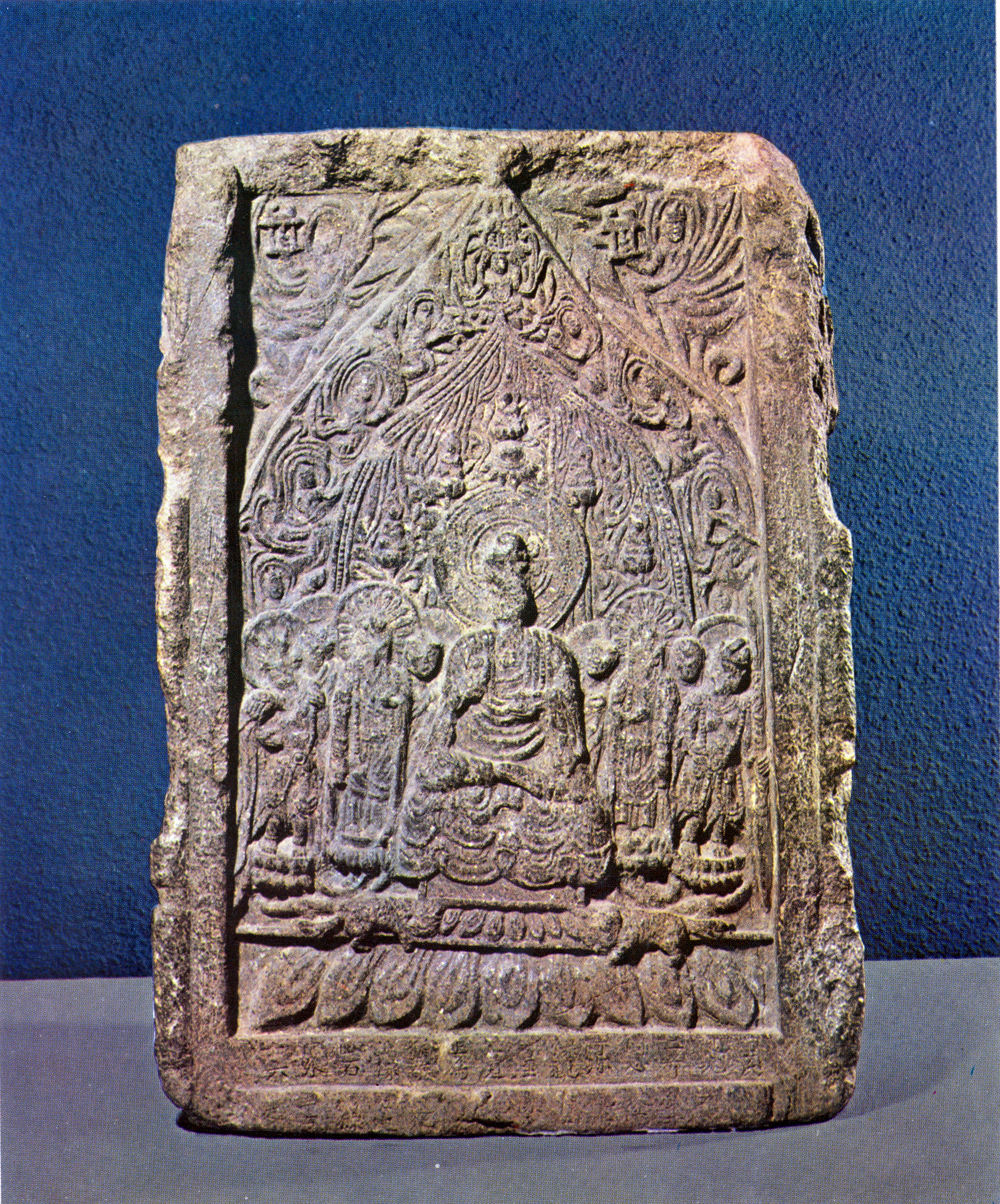
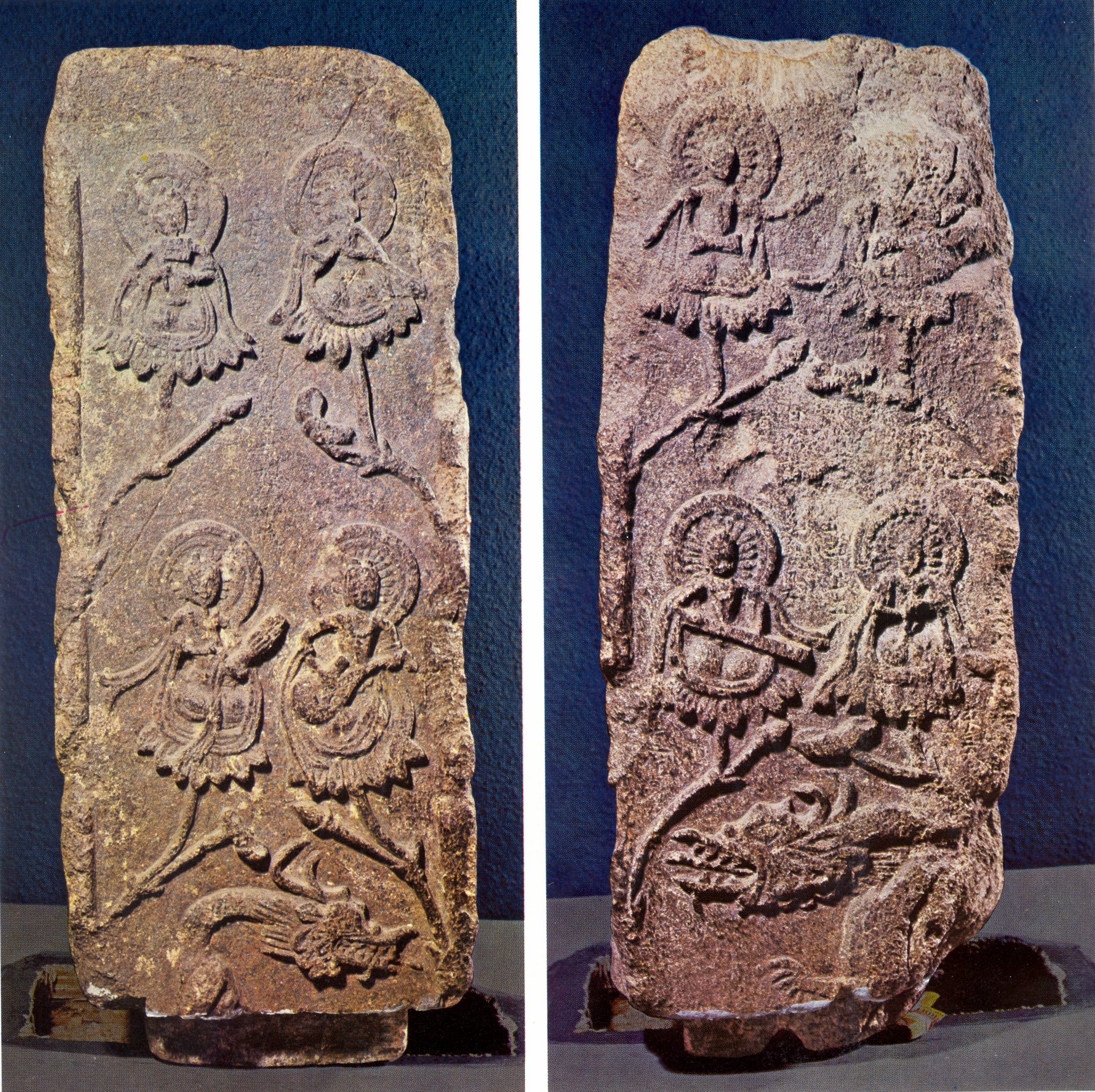
불비상 양 옆모습

## 같이 보기
- 비암사
- 전의 비암사 삼층석탑
- 계유명삼존천불비상 (대한민국 국보 제108호)

## 참고 자료
- 계유명전씨아미타불비상 - 국가유산청 국가유산포털
- 이 문서에는 다음커뮤니케이션(현 카카오)에서 GFDL 또는 CC-SA 라이선스로 배포한 글로벌 세계대백과사전의 내용을 기초로 작성된 글이 포함되어 있습니다.